# 卵圓光鰓魚
卵圓光鰓魚（學名：[Chromis ovalis] 错误：{{Lang}}：文本有斜体标记（帮助）），又稱卵圓光鰓雀鯛，是輻鰭魚綱鱸形目雀鯛科光鰓魚屬的其中一種，分布於東太平洋夏威夷群島海域，深度6至161公尺，本魚體呈卵圓形且側扁，幼魚有一個黃色的背鰭，上面有藍色的尖端，而隨著年齡的增長，顏色會變得更加暗淡，背鰭硬棘14枚、背鰭軟條11-13枚、臀鰭硬棘2枚、臀鰭軟條12-13枚，體長可達15公分，棲息在珊瑚礁，以浮游生物為食，繁殖期時成對出現，雄魚會守護卵直到孵化，生活習性不明，可作為觀賞魚。